# Spiaggina

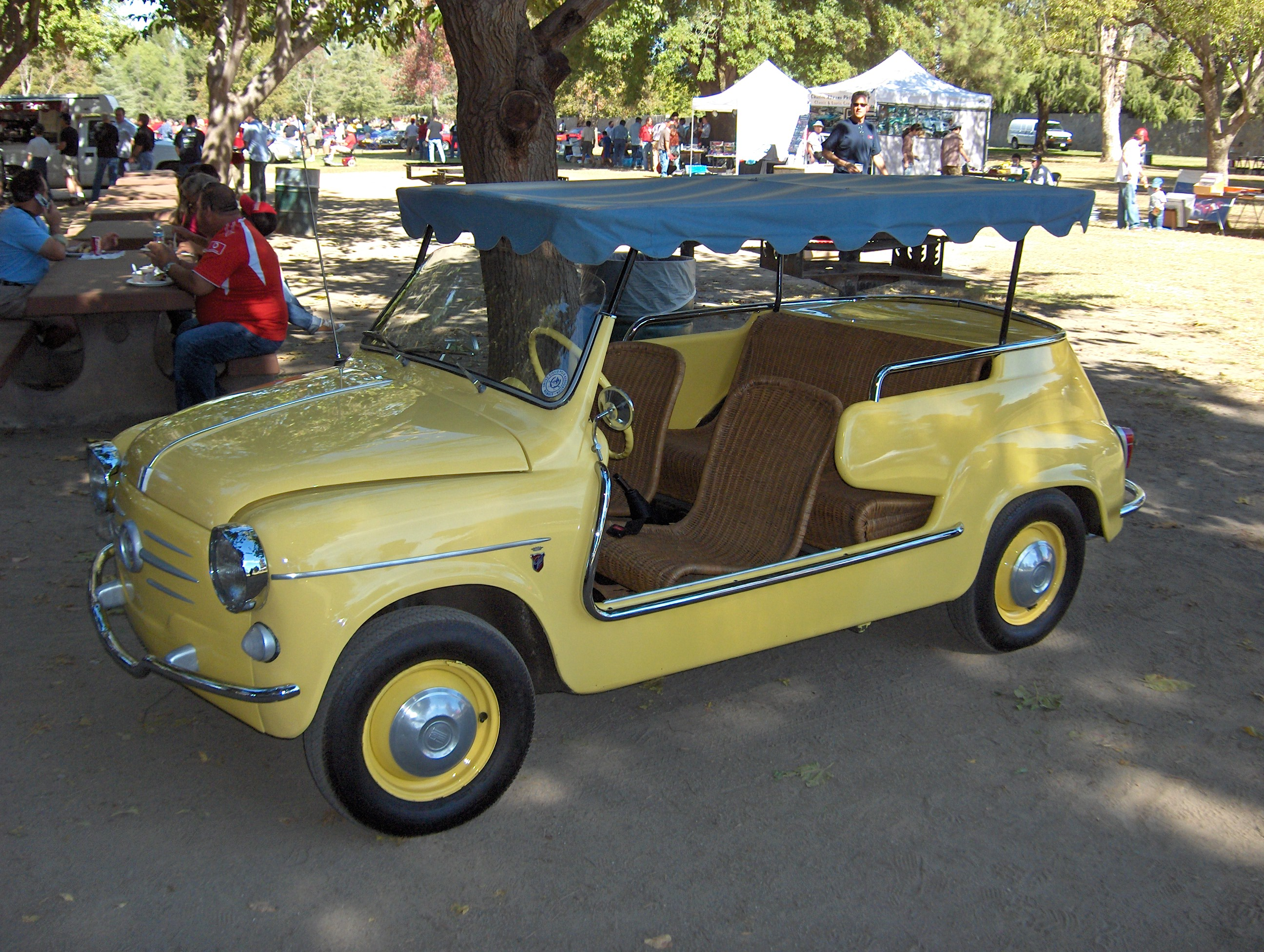
La Fiat 600 Ghia Jolly, disegnata da Sergio Sartorelli, prima spiaggina costruita in serie, dal 1958

La spiaggina è un tipo di automobile scoperta per il tempo libero, destinata prevalentemente all'uso estivo, nelle località turistiche. Si distingue da altre tipologie di automobili per essere priva di portiere e padiglione, quest'ultimo generalmente sostituito da tendalino con centine o laminato amovibile. Gli interni sono realizzati con materiali resistenti all'acqua.

## Storia
La nascita delle automobili tipo spiaggina si colloca nell'immediato dopoguerra ad iniziativa di alcuni carrozzieri italiani che trasformarono utilitarie della produzione di serie allo scopo di renderle adatte alle esigenze di alcuni facoltosi clienti, durante il periodo di villeggiatura nelle località balneari.
Le modifiche, apportate su indicazione del committente erano le più varie e, generalmente, comprendevano l'asportazione del tetto e la sua sostituzione con un tendalino centinato in cotone, l'installazione di sedili in tela o vimini e l'eliminazione delle superfici vetrate laterali e posteriori, oltre che degli sportelli d'accesso.
La denominazione "spiaggina" deriva da una delle prime vetture di questo tipo, la Fiat 500 Boano Spiaggia del 1958, realizzata su pianale e meccanica Fiat Nuova 500 e disegnata da Mario Boano. Tale vettura, nonostante sia stata costruita in soli due esemplari, divenne celebre sui rotocalchi di tutto il mondo per essere fotografata con i suoi proprietari, Gianni Agnelli e Aristotele Onassis. Probabilmente, contribuì all'affermarsi del termine "spiaggina", anche in riferimento alle spiaggine pieghevoli utilizzate negli stabilimenti balneari, dato che all'epoca della loro presentazione i giornalisti paragonavano questo tipo di vetture a "mobili da spiaggia".
Dalla seconda metà degli anni cinquanta, svariati modelli di spiaggina vennero costruiti in piccole serie dai principali carrozzieri italiani fino ai primi anni novanta, tra cui la carrozzeria Moretti di Torino che dopo i successi della 127 e 126 minimaxi creò l'unica spiaggina a trazione integrale: la Moretti Panda Rock, prodotta fino a dicembre 1989. 
Con la chiusura definitiva di tutti i carrozzieri che lavoravano e modificavano telai di produzione Fiat, il termine "spiaggina" è caduto nel dimenticatoio a causa delle norme sulla sicurezza e delle disposizioni europee. Ma queste vetture rimangono sempre ammirate da molti appassionati e fanno registrare quotazioni da record in tutte le aste mondiali.
Come omaggio celebrativo al primo modello Fiat del 1958, in occasione del 60º anniversario dalla sua creazione, Pininfarina ha realizzato nel 2018 un nuovo modello di Spiaggina in collaborazione con Garage Italia di Lapo Elkann.

## Modelli
Alcuni modelli di spiaggina:
- Vignale Barchetta 600
- Vignale Spiaggetta 600
- Ghia Jolly 600
- Savio Jungla 600

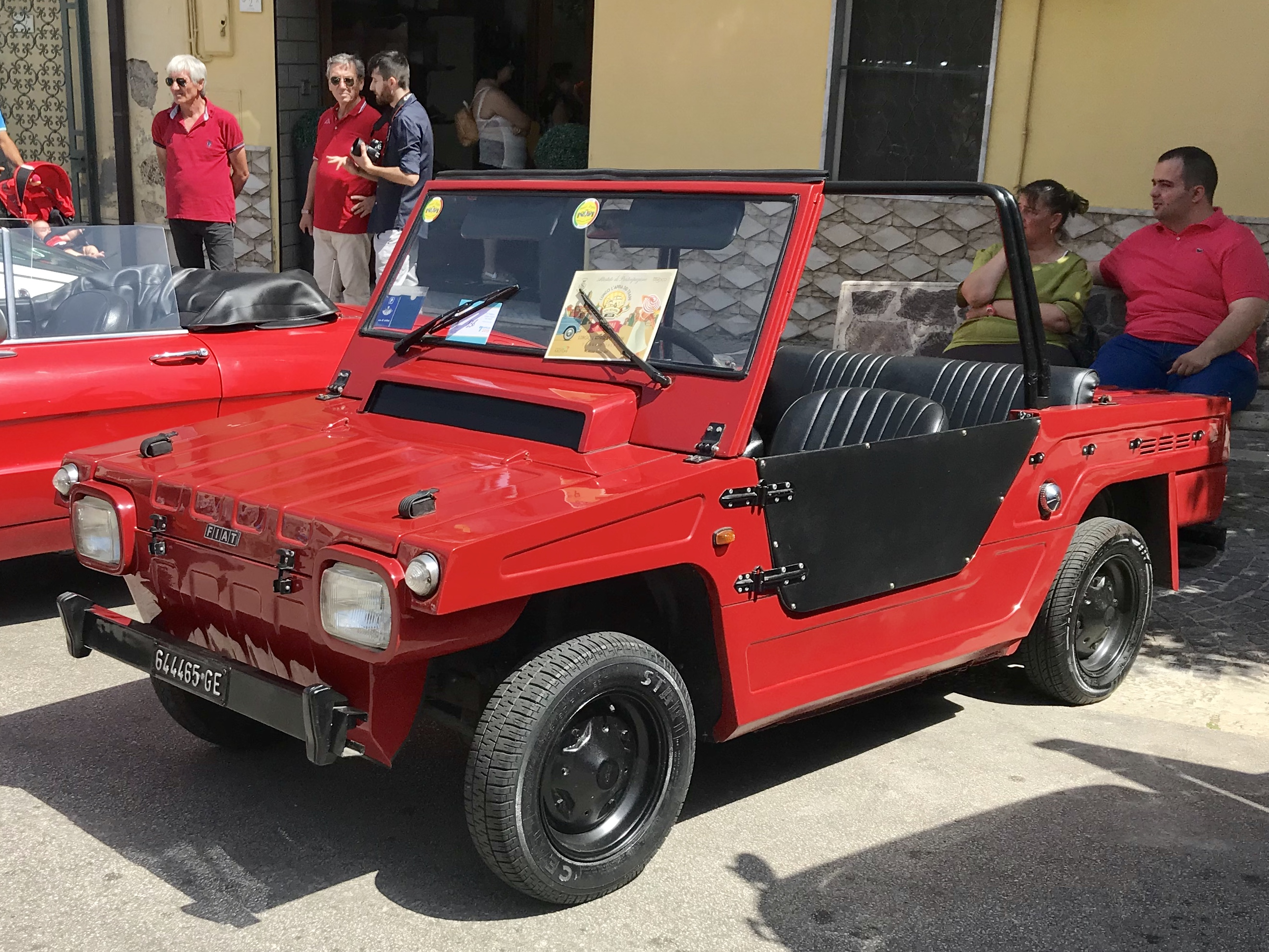
Fiat 126 Savio Jungla

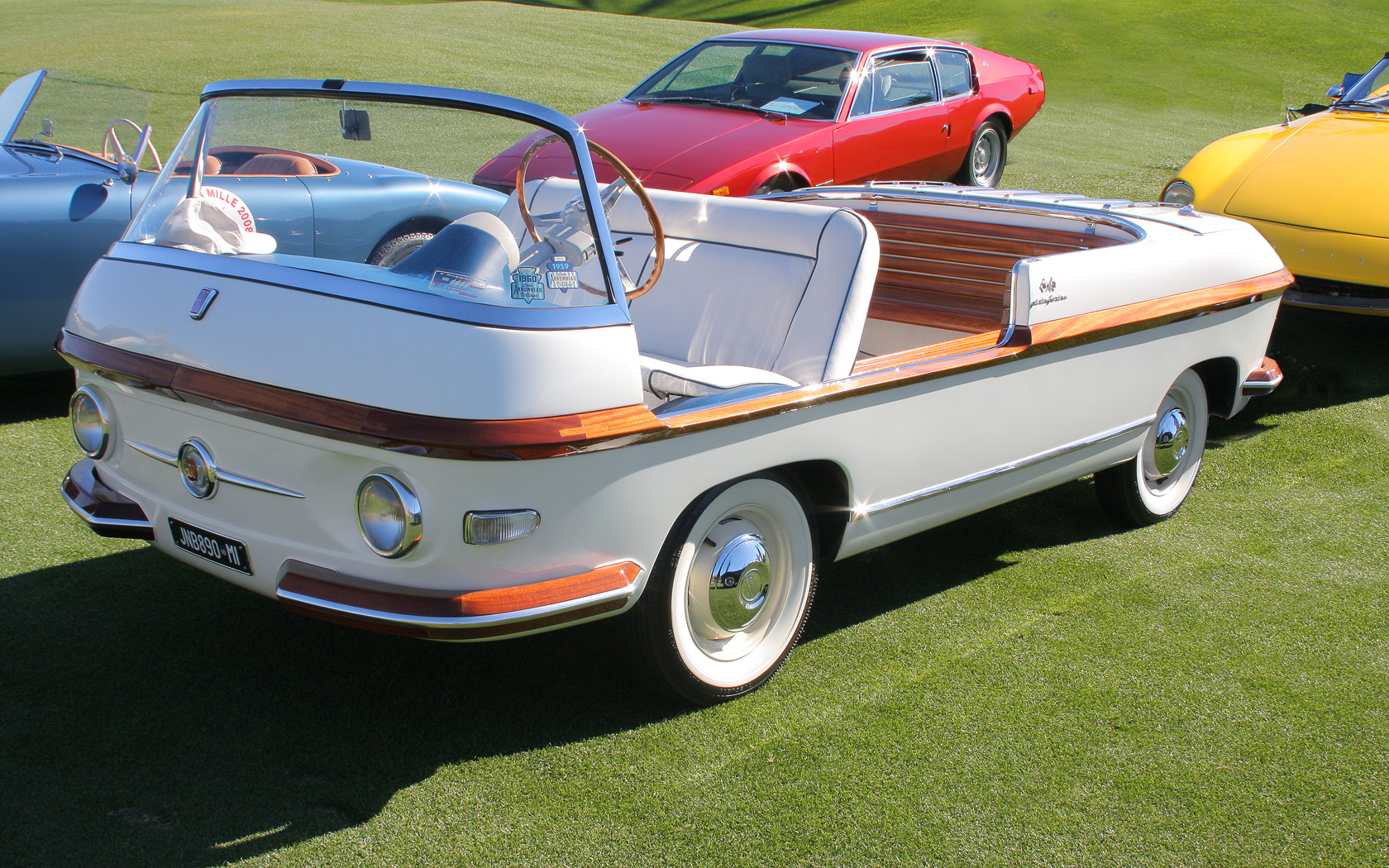
Pininfarina Eden Roc, su base della 600 Multipla

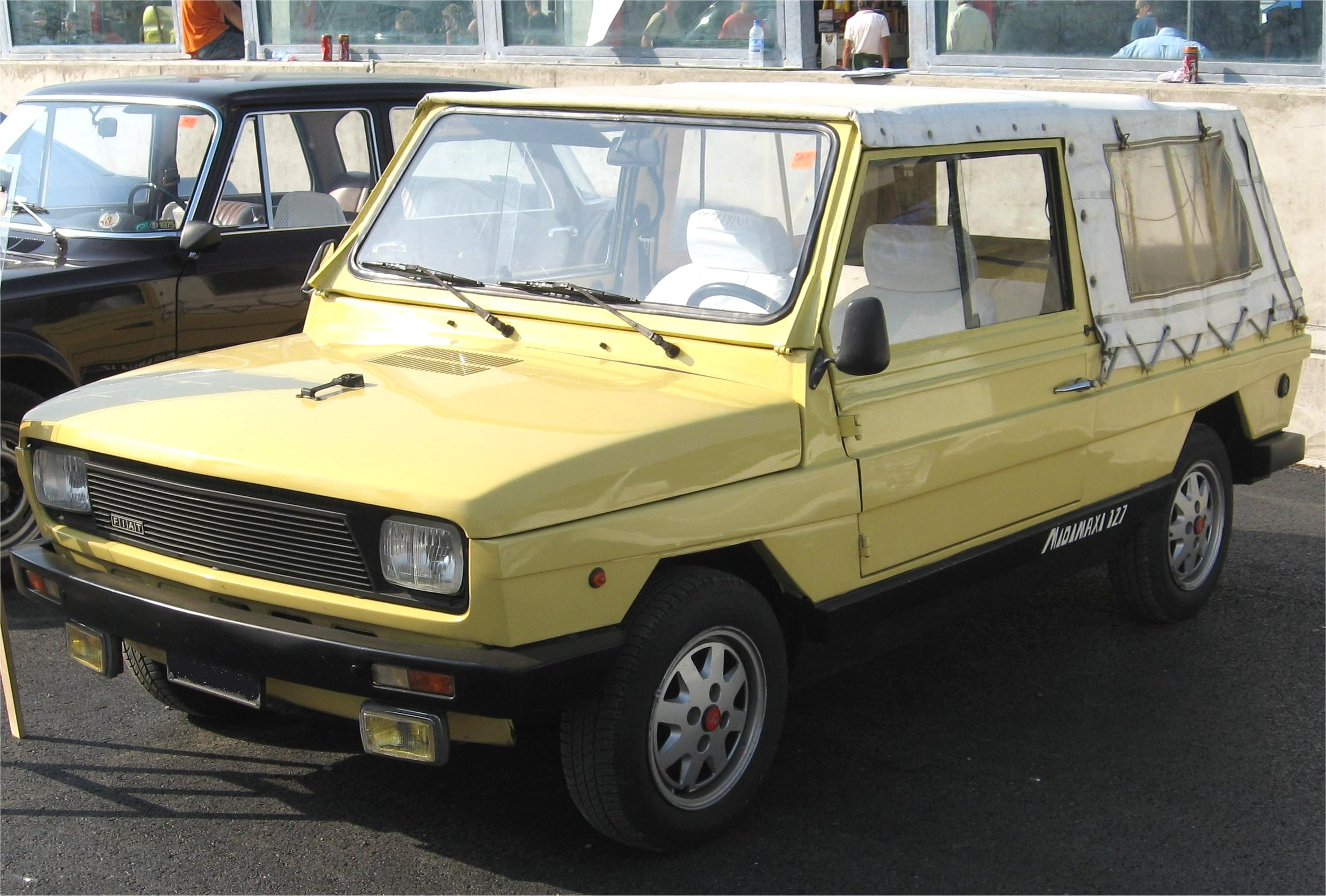
Moretti 127 Midimaxi chiusa

- Pininfarina Eden Roc 600
- Pininfarina Marine 600
- Fissore Marinella 600
- Motto Campestre 600
- Francis Lombardi Maggiolina 500
- FV 500 Venturina
- Ghia Jolly 500
- Moretti Cabrio 500
- Moretti Isetta
- DAF 32 Michelotti Beach Car
- Sibona & Basano Decathlon 500
- Savio Spiaggina 500
- Savio Albarella 500
- Automirage Pick Wick 500
- Zagato Zanzara 500
- Foulkes Impala
- OSI Week-end
- Michelotti Shellette
- Moretti Minimaxi
- Fiat 126 Cavalletta
- Moretti 126 Minimaxi
- Moretti 127 Midimaxi
- Frua Dingy
- Fissore Scout

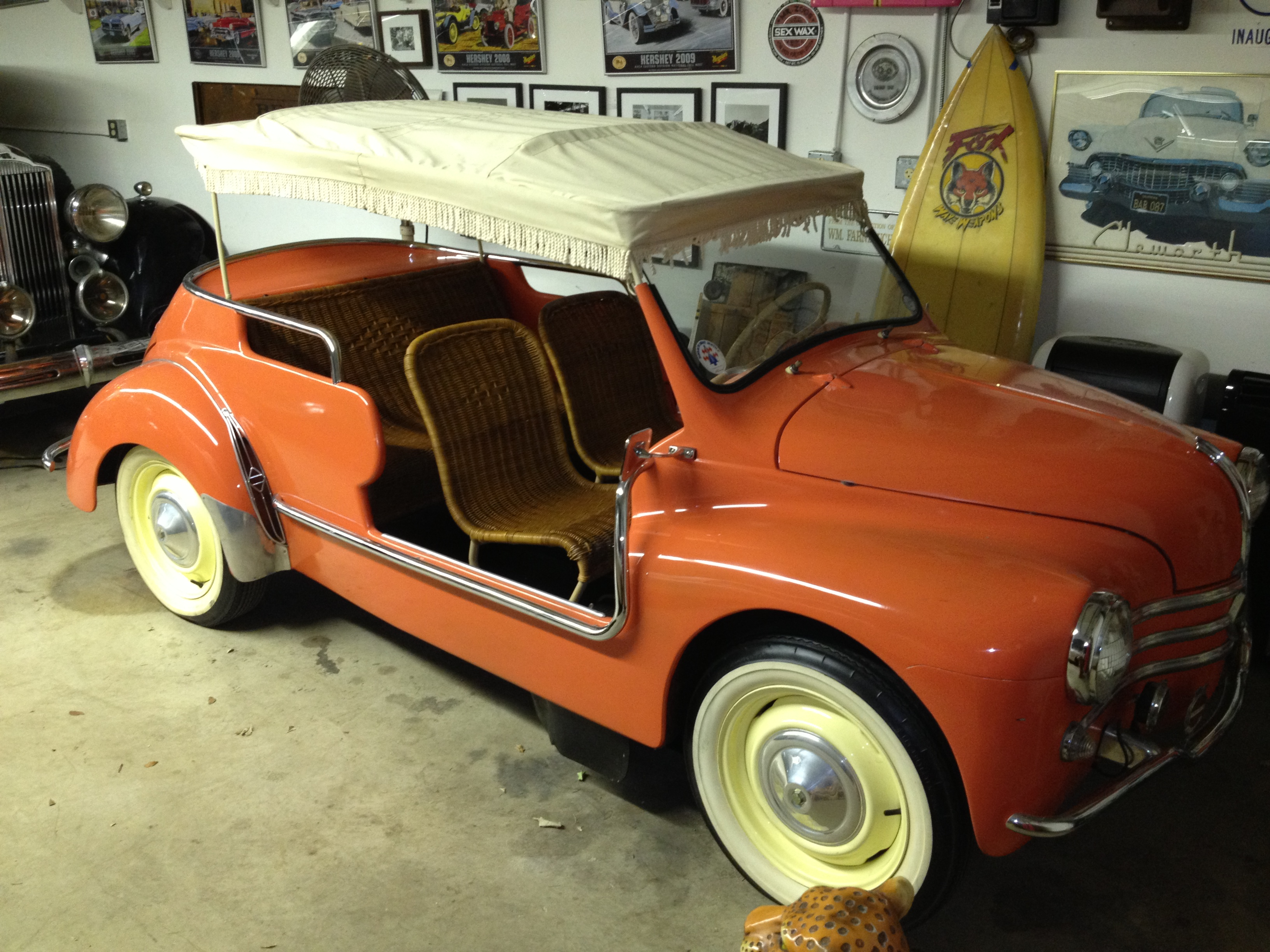
Renault 4CV Ghia Jolly

Pur nate con destinazioni d'uso diverse, sono comprendibili tra le spiaggine anche:
- Citroën Méhari
- Delta Yeti
- Ferrario Lucertola 500
- Ferves Ranger
- Mini Moke
- Moretti Panda Rock
- Renault 4CV Ghia Jolly
- Renault 4 Simpar Plein Air
- Renault Rodéo
- Renault 4 Frog